# HMS Utmost (N19)
O HMS Utmost foi um submarino operado pela Marinha Real Britânica e um membro do segundo grupo da Classe U. Sua construção começou em novembro de 1939 nos estaleiros da Vickers-Armstrongs e foi lançado ao mar em abril de 1940, sendo comissionado na frota britânica em agosto do mesmo ano. Era armado com quatro tubos de torpedo de 533 milímetros, possuía um deslocamento submerso de 740 toneladas e conseguia alcançar uma velocidade máxima de onze nós (vinte quilômetros por hora) na superfície e dez nós (dezoito quilômetros por hora) submerso.
O Utmost entrou em serviço no início da Segunda Guerra Mundial e foi enviado para servir no Mar Mediterrâneo, porém colidiu com o contratorpedeiro HMS Encounter em outubro de 1940 e precisou passar por reparos. O submarino realizou várias patrulhas de serviço pelos dois anos seguintes, atacando e afundando vários navios de transporte de suprimentos italianos. Passou por reformas no Reino Unido entre janeiro e abril de 1942, retornando para o Mediterrâneo em seguida e sendo afundado por cargas de profundidade do barco torpedeiro Groppo em 25 de novembro de 1942.